# JBG音楽院
JBG音楽院（ジェイビージーおんがくいん）は、東京都世田谷区池尻大橋と大阪梅田にある、音楽理論、聴音・ソルフェージュ、キーボード、DTM、作曲、作詞、ミキシング、楽譜制作などを教える、社会人向けではあるが初心者からでもプロを目指せるレベルの本格的な音楽の専門スクールである。
バークリー音楽大学で学んだ講師が監修している「世界標準の最新音楽制作カリキュラム」を軸に、目的別に選べる3つのコース受講と、各講座の単科受講も可能。 常に進化を続ける音楽シーンに完全対応し、リアルタイムでのヒット曲を題材にするなど、授業内容は随時アップデートされている。授業は、平日夜間と土日を中心に対面・オンライン両方に対応。 
作曲・DTMスクール業界では珍しく「集団授業」の形態を特徴としており、スキル習得に加えて「同じ志を持った仲間を」つくるというコンセプトのもとコミュニティを拡大している。

## 特徴
- 各コースごとに、必要となるスキルを身につける講座を、メインプログラムの「作曲1」「作曲2」「DTM1」「DTM2」「作詞1」「作詞2」「ミックス&トラックメイキング1」「ミックス&トラックメイキング2」の中から組み合わせて受講する。
- コース修了後のさらなるスキルアップを目指すオプション講座として、「作曲3」「DTM3」「イヤートレーニング1」「イヤートレーニング2」「Finale1」「Finale2」が用意されている。
- メインプログラム受講前に「コアプログラム(必修コア)」と呼ばれる授業を3か月から6か月間受講する。これにより「音の聴き取り」「楽譜の読み書き」「DTM操作」「キーボード演奏」について、ミュージシャンや作曲家には不可欠な、音楽教養のスキルを身につけることができる。
- 前述の必修コアに対し、音楽の素養、表現の幅を広げるための講座「選択コア」がある。「ボーカルコア」「作詞コア」「ギターコア」「Finaleコア」の4講座で構成されている。
- 作品(アルバム)制作や高度なアレンジ研究を目的とした講座を「LAB.(ラボ)」と位置づけ、「プロダクションLAB.」「オーケストレーションLAB.」を開講している。
- 作曲の授業は、ワールドスタンダードな音楽理論を中心に、最新の音楽にも対応できるよう、常に内容の刷新が図られている。
- DTMの授業は、操作方法だけでなく、様々なジャンルのアレンジや楽器の演奏法も学びながら、生徒による実践中心で進められる。授業内容には、レコーディングスタジオでの実習も含まれる。
- 作詞の授業は、ヒット曲の解析や、メロディに言葉をのせるテクニックを学び、「実践→講師の添削」を繰り返す。

## 開設コース（2025年4月現在）
- スタンダードコース（1年）  対象科目：音楽理論／聴音・ソルフェージュ／DTM基礎／キーボード基礎／メロディー／ハーモニー／セクション（楽曲構成）／楽曲制作（インストのみ）
- マスターコース（1年半）  対象科目：スタンダードコースの対象科目／作詞／メロディー＆アレンジ／楽曲制作（歌付き）／レコーディング実習
- アドバンスコース（2年）  対象科目：マスターコースの対象科目／ストリングス＆ホーン研究／リハーモナイズ研究／ミックス研究（レコーディングエンジニア直々）

各コースは、音楽理論の基礎から始まり、DAW操作、アレンジ、ミックス、レコーディングなどの実践的なスキルへと進行する。

## 担当講師（2025年4月現在）
東京校
- Sasha
- 野口亮
- 三國浩平

大阪校
- 藤山龍一
- 岩井ロングセラー